# Clarksburg AVA
Clarksburg AVA (anerkannt seit dem 23. Januar 1984) ist ein Weinbaugebiet im US-Bundesstaat Kalifornien. Das Gebiet erstreckt sich innerhalb des Sacramento Valley über die drei Verwaltungsgebiete von Sacramento County, Solano County und Yolo County. Das Gebiet liegt in der Nähe der Stadt Clarksburg. Die Böden sind schwer. Sie bestehen aus dichten Kalk- und Lehmböden und haben somit eine kühlende Wirkung. Nebel und Meeresbrisen der San Francisco Bay sorgen für ein im Vergleich mit Sacramento verhältnismäßig kühles Klima. 90 % der Rebernte werden nicht vor Ort verarbeitet, sondern auf große Kellereien des Umlands verteilt, da trotz der Größe der bestockten Weinfelder (immerhin etwas mehr als das deutsche Weinbaugebiet Rheingau) kaum Weingüter in der Clarksburg AVA vorhanden sind.